# Дюссельдорф-Графенберг
Графенберг (нем. Grafenberg), - один из 50-ти административных районов Дюссельдорфа (Северный Рейн-Вестфалия, Германия), расположенный в восточной части города (округа 7).

## Положение
Экономико-географическое положение района Графенберг выгодное. Он расположен на транспортных путях, соединяющих центр Дюссельдорфа с городом Ратинген (Ratingen), а также на автодороге интенсивного пользования номер 7, ведущей в город Меттман (Mettmann) и Горную землю (Bergische Land). Развитие района тормозится отсутствием железнодорожных линий.
С Графенбергом граничат другие административные районы Дюссельдорфа: Герресхайм (Gerresheim),  Люденберг (Ludenberg), Рат (Rath), Мёрзенбройх (Mörsenbroich), Дюссельталь (Düsseltal) и Флингерн-Норд (Flingern-Nord). Граница с запада чётко ограничена земельной дорогой L392, а с востока - холмистыми отрогами Горной земли.

## Общая характеристика и особенности
Графенберг является одним из малых по площади районов Дюссельдорфа, занимая третье место после Карлштадта и Альтштадта. Располагаясь вдоль восточного пояса природоохранных лесов города, Графенберг привлекает к себе множество отдыхающих, а состоятельных горожан возможностью приобрести дом в экологически чистом районе. Здесь преобладают низкоэтажные частные владения. Графенберг является спальным районом Дюссельдорфа. Район не был сильно повреждён в годы Второй мировой войны, поэтому здесь много довоенных построек. Здесь также достаточно много скверов и спортивных площадок. Несколько линий общественного транспорта надёжно связывают Графенберг с центром Дюссельдорфа.

## Улицы
В Графенберге насчитывается всего 29 улиц различных типов. Это один из самых небольших административных районов Дюссельдорфа по количеству улиц. Собственно улиц (Straße) —  24. Две улицы называются аллеями (Ernst-Poesgen-Allee, Grafenberger Allee). Две улицы называются дорогами (Mörsenbroicher Weg, Pöhlenweg). Одна улица называется площадью (Staufenplatz).

## Достопримечательности
Большинство посещающих Графенберг своей целью ставят отдых в Графенбергском лесу, где для них благоустроены тропы.
- Графенбергский лес (Grafenberger Wald)
- Парк диких зверей (Wildpark). Занимает часть Графенбергского леса. Это зоопарк в природных условиях, в котором живёт примерно 100 диких зверей, частично- в вольерах. Любимое место отдыха детей.
- Восточный парк (Ostpark)
- Коптская православная церковь св. Марии (Koptische Kirche St. Maria)
- Католическая церковь св. Урсулы (St. Ursula)

## Спорт
В Графенберге работает один из самых известных в Дюссельдорфе спортивных клубов, называемый "TV Grafenberg 1888 e.V.", в котором различными видами спорта (баскетбол, бильярд, футбол, гимнастика, кикбоксинг, теннис) и в группах оздоровления занимается примерно 1000 жителей города.